# José Luis Damiani
José Luis Damiani (Montevideo, 21. studenog 1956.) umirovljeni je urugvajski tenisač. Igrao je od 1977. do 1983., i za to vrijeme je osvojio 2 ATP turnira u konkurenciji parova. Najbolji plasman u konkurenciji pojedinačno ostvario je 10. kolovoza 1981. kada je bio 32., a u konkurenciji parova 23. travnja 1982. kada je bio 44. na ATP ljestvici. Tijekom igračke karijere bio je i kapetan urugvajske Davis Cup reprezentacije.

## ATP turniri

### Parovi - pobjednik
| Broj | Nadnevak            | Natjecanje       | Podloga | Suigrač        | Protivnici u završnici            | Rezultat      | Ishod   |
| 1.   | 14. rujna 1981.     | Palermo, Italija | pijesak | Diego Pérez    | Jaime Fillol Sr. Belus Prajoux    | 6:1, 6:4      | Pobjeda |
| 2.   | 25. listopada 1982. | Köln, Njemačka   | tvrda   | Carlos Kirmayr | Hans-Dieter Beutel Christoph Zipf | 6:2, 3:6, 7:5 | Pobjeda |